# Bogusław Nowak
Bogusław Nowak (Gorzów Wielkopolski, Polonia; 29 de enero de 1952 – 10 de julio de 2024) fue un motociclista polaco de speedway.

## Carrera
Nowak ganó la medalla de plata en el Speedway World Team Cup de 1977 junto a Edward Jancarz, Marek Cieślak, Jerzy Rembas y Ryszard Fabiszewski. También llegó a la ronda final continental del Individual Speedway World Championship donde terminó en octavo lugar.
En 1988 Nowak tuvo un accidente durante una competencia que lo condenó al retiro y a estar en una silla de ruedas.

## Logros
- Polish Individual Speedway Championship (1): 1977
- Team Speedway Polish Championship (6): 1973, 1975, 1976, 1977, 1978, 1983